# Северовирджинская армия в сражении при Чанселорсвилле
Во время сражения при Чанселорсвилле Северовирджинская армия состояла из двух пехотных корпусов, но незадолго до сражения генерал Джеймс Лонгстрит ушёл к Саффолку вместе с дивизиями Джона Худа и Джорджа Пикетта, в результате чего I корпус сократился до двух дивизий и командовал им в сражении лично генерал Ли. Теперь у Ли имелось всего 60 892 человека и 220 орудий.

## Северовирджинская армия
Командующий: генерал Роберт Ли

### Первый корпус
Командующий: генерал Роберт Ли
Шеф артиллерии: полковник Джеймс Уалтон
Дивизия генерал-майора Лафайета Мак-Лоуза
- Бригада Уильяма Уоффорда
  - 16-й Джорджианский пехотный полк, полк. Гуди Брайан
  - 18-й Джорджианский пехотный полк, полк. Солон Рафф
  - 24-й Джорджианский пехотный полк, подп. Лютер Гленн
  - Легион Филлипса, подп. Элиху Беркли Мл.
- Бригада Пола Семмса
  - 10-й Джорджианский пехотный полк, подп. Уиллис Хольт
  - 50-й Джорджианский пехотный полк, подп. Фрэнсис Керс
  - 51-й Джорджианский пехотный полк, полк. Уильям Слоутер (уб.), подп. Эдвард Болл (р.)
  - 53-й Джорджианский пехотный полк, полк.  Джеймс Симмс
- Бригада Джозефа Кершоу
  - 2-й Южнокаролинский пехотный полк, полк. Джон Кеннеди
  - 3-й Южнокаролинский пехотный полк, май. Роберт Маффетт
  - 7-й Южнокаролинский пехотный полк, полк. Эльберт Блэнд
  - 8-й Южнокаролинский пехотный полк, полк. Джон Хэнаган
  - 15-й Южнокаролинский пехотный полк, подп. Джозеф Джист
  - 3-й Южнокаролинский батальон, подп. Уильям Райс
- Бригада Уильяма Барксдейла
  - 13-й Миссисипский пехотный полк, полк. Джеймс Катер
  - 17-й Миссисипский пехотный полк, полк. Уильям Холдер
  - 18-й Миссисипский пехотный полк, полк. Томас Гриффин (попал в плен
  - 21-й Миссисипский пехотный полк, полк. Бенжамин Хемфрис
- Артиллерийский батальон Генри Кейбелла

Дивизия генерал-майора Ричарда Андерсона
- Бригада Кадмуса Уилкокса
  - 8-й Алабамский пехотный полк, полк. Янг Ройстон (р.), подп. Хилари Герберт
  - 9-й Алабамский пехотный полк, май. Джеремия Уильямс
  - 10-й Алабамский пехотный полк, полк. Уильям Форни (р.)
  - 11-й Алабамский пехотный полк, полк. Джон Санерс
  - 14-й Алабамский пехотный полк, полк. Люциус Пинкард (р.)
- Бригада Эмброуза Райта
  - 3-й Джорджианский пехотный полк, май. Джон Джонс (р.), кап. Чарльз Эндрюс
  - 22-й Джорджианский пехотный полк, подп. Джозеф Уасден
  - 48-й Джорджианский пехотный полк, подп. Ройбен Карсвелл
  - 2-й Джорджианский пехотный батальон, май. Джордж Росс
- Бригада Уильяма Махоуна
  - 6-й Вирджинский пехотный полк, полк. Джордж Роджерс
  - 12-й Вирджинский пехотный полк, подп. Эверард Филд
  - 16-й Вирджинский пехотный полк, подп. Ричард Уайтхед
  - 41-й Вирджинский пехотный полк, полк. Уильям Пархам
  - 61-й Вирджинский пехотный полк, полк. Вирджиниус Гронер
- Бригада Кэрнота Посей
  - 12-й Мисиссипский пехотный полк, подп. Мерри Харрис (р.), май. Самуэдь Томас
  - 16-й Мисиссипский пехотный полк, полк. Самуэль Бэйкер
  - 19-й Мисиссипский пехотный полк, полк. Натаниель Харрис
  - 48-й Мисиссипский пехотный полк, полк. Джозеф Джейн (р.)
- Бригада Эдварда Перри
  - 2-й Флоридский пехотный полк, май. Вальтер Мур (р.)
  - 5-й Флоридский пехотный полк, май. Бенжамин Дэвис (р.)
  - 8-й Флоридский пехотный полк, полк. Дэвид Лэнг
- Артиллерийский батальон Роберта Хардуэя
  - Батарея Гренди (вирджинская), ка. Чарльз Гренди
  - Батарея Маурина (луизианская), кап. Виктор Маурин
  - Батарея Мура (вирджинская), кап. Джозеф Мур

Корпусной артиллерийский резерв
- Артиллерийский батальон Эдварда Александера
  - Батарея Эубанка (вирджинская), лейт. Осмонд Тейлор
  - Батарея Джордана (вирджинская), кап. Тайлар Джордан
  - Батарея Муди (луизианская), кап. Джордж Муди
  - Батарея Паркера (вирджинская), кап. Уильям Паркер
  - Батарея Ретта (южнокаролинская), кап. Бернет Ретт
  - Батарея Вулфолка (вирджинская), кап. Пичегру Вулфолк
- Вашингтонская артиллерия полковника Джеймса Уалтона
  - 1-я рота: кап. Чарльз Скваерс (попал в плен)
  - 2-я рота: кап. Джон Ричардсон
  - 3-я рота: кап. Мерритт Миллер
  - 4-я рота: кап. Бенжамин Эшлеман

### Второй корпус
- Командующий: генерал-лейтенант Томас Джексон, после его ранения - Эмброуз Хилл, Роберт Роудс, Джеб Стюарт.
- Шеф артиллерии: полковник Степлтон Кратчфилд, после его ранения - полковник Эдвард Александер.

"Лёгкая дивизия" под ком. генерал-майора Эмброуза Хилла
- Бригада Генри Хета
  - 40-й Вирджинский пехотный полк, полк. Джон Брокенбро
  - 47-й Вирджинский пехотный полк, полк. Роберт Майо
  - 55-й Вирджинский пехотный полк, полк. Фрэнсис Мэлори (уб.), подп. Уильям Кристиан (р.), май. Эндрю Саундерс (уб.)
  - 22-й Вирджинский пехотный батальон, подп. Эдвард Тейло
- Бригада Эдварда Томаса
  - 14-й Джорджианский пехотный полк, полк. Роберт Фолсом
  - 35-й Джорджианский пехотный полк, кап. Джон Дюк
  - 45-й Джорджианский пехотный полк, подп. Вашингтон Грайс
  - 49-й Джорджианский пехотный полк, май. Самуэль Плейер
- Бригада Джеймса Лэйна
  - 7-й Северокаролинский пехотный полк, полк. Эдвард Хэйвуд (р.), подп. Джуниус Хилл (уб.), май. Уильям Дэвидсон
  - 18-й Северокаролинский пехотный полк, полк. Томас Парди (уб.), подп. Форни Джордж (р.), май. Джон Бэрри
  - 28-й Северокаролинский пехотный полк, полк. Самуэль Лоув
  - 33-й Северокаролинский пехотный полк, полк. Кларк Эвери (р.)
  - 37-й Северокаролинский пехотный полк, полк. Уильям Барбур
- Бригада Самуэля Макгоуэна
  - 1-й Южнокаролинский пехотный полк, полк. Даниель Гамильтон
  - 2-й Южнокаролинский винтовочный полк, полк. Джеймс Перрин (уб.), подп. Фрэнсис Харрисон
  - 12-й Южнокаролинский пехотный полк, полк. Джон Миллер
  - 13-й Южнокаролинский пехотный полк, полк. Оливер Эдвардс
  - 14-й Южнокаролинский пехотный полк, полк. Эбнер Перрин
- Бригада Джеймса Арчера
  - 13-й Алабамский пехотный полк, полк. Биркетт Фрай
  - 5-й Алабамский батальон, кап. Стюарт (уб.), кап. Портер
  - 1-й Теннессийский пехотный полк, подп. Ньютон Джордж
  - 7-й Теннессийский пехотный полк, подп. Джон Файт (р.)
  - 14-й Теннессийский пехотный полк, полк. Уильям Маккомб (р.)
- Бригада Уильяма Пендера
  - 13-й Северокаролинский пехотный полк, полк. Альфред Скейлс (р.)
  - 16-й Северокаролинский пехотный полк, полк. Джон Макэлрой (р.)
  - 22-й Северокаролинский пехотный полк, подп.. Крис Коул (уб.), май. Лебен Оделл (уб.)
  - 34-й Северокаролинский пехотный полк, полк. Уильям Лоуренс
  - 38-й Северокаролинский пехотный полк, подп. Джон Эшфорд
- Артиллерийский батальон Линдси Уокера
  - Батарея Брансона (южнокаролинская), кап. Эрвин Брансон
  - Батарея Греншоу (вирджинская), лейт. Джон Чемберлен
  - Батарея Дэвидсона (вирджинская), кап. Гинли Дэвидон (уб.)
  - Батарея Макгроу (вирджинская), лейт Джозеф Макгро
  - Батарея Мэри (вирджинская), кап. Эдвард Мэри

Дивизия бригадного генерала Роберта Роудса
- Бригада Эдварда О'Нила
  - 3-й Алабамский пехотный полк, кап. Малахи Бонэм
  - 5-й Алабамский пехотный полк, полк. Джозефус Холл, подп. Лафайет Хобсон
  - 6-й Алабамский пехотный полк, полк. Джеймс Лайтфут
  - 12-й Алабамский пехотный полк, полк. Самуэль Пикенс
  - 26-й Алабамский пехотный полк, подп. Джон Гарвин
- Бригада Альфреда Колкитта
  - 6-й Джорджианский пехотный полк, полк. Джон Лофтон
  - 19-й Джорджианский пехотный полк, полк. Эндрю Хатчинс
  - 23-й Джорджианский пехотный полк, полк. Эмори Бест
  - 27-й Джорджианский пехотный полк, полк. Чарльз Зехри
  - 28-й Джорджианский пехотный полк, полк. Талли Грейбилл
- Бригада Стивена Рамсера
  - 2-й Северокаролинский пехотный полк, полк. Уильям Раффин Кокс (р.)
  - 4-й Северокаролинский пехотный полк, полк. Брайан Граймс
  - 14-й Северокаролинский пехотный полк, полк. Тайлер Беннет
  - 30-й Северокаролинский пехотный полк, полк. Фрэнсис Паркер
- Бригада Джорджа Долса
  - 4-й Джорджианский пехотный полк, полк. Филип Кук (р.), подп. Дэвид Уинн
  - 12-й Джорджианский пехотный полк, полк. Эдвард Уиллис
  - 21-й Джорджианский пехотный полк, полк. Джон Мерсер
  - 44-й Джорджианский пехотный полк, полк. Джон Эстес
- Бригада Альфреда Иверсона
  - 5-й Северокаролинский пехотный полк, полк. Томас Гарретт (р.), подп. Джон Леа (р.), май. Уильям Хилл
  - 12-й Северокаролинский пехотный полк, май. Дэвид Роув (уб.), подп. Роберт Джонстон
  - 20-й Северокаролинский пехотный полк, полк. Томас Тун (р.), подп. Нельсон Слоу
  - 23-й Северокаролинский пехотный полк, полк. Даниель Кристи
- Артиллерийский батальон Томаса Картера
  - Батарея Риза (алабамская), кап. Уильям Риз
  - Батарея Картера (вирджинская), кап. Уильям Картер
  - Батарея Фрая (вирджинская), кап. Чарльз Фрай
  - Батарея Пажа (вирджинская), кап. Ричард Паж

Дивизия  генерал-майора Джубала Эрли
- Бригада Джона Гордона
  - 13-й Джорджианский пехотный полк, полк. Джеймс Смит
  - 26-й Джорджианский пехотный полк, полк. Эдмунд Аткинсон
  - 31-й Джорджианский пехотный полк, полк. Клемент Эванс (р.)
  - 38-й Джорджианский пехотный полк, полк. Джеймс Мэтьюз
  - 60-й Джорджианский пехотный полк, полк. Уильям Стайлс
  - 61-й Джорджианский пехотный полк, полк. Джон Ламар
- Бригада Роберта Хука
  - 6-й Северокаролинский пехотный полк, полк. Исаак Эвери
  - 21-й Северокаролинский пехотный полк, подп. Уильям Ранкин
  - 54-й Северокаролинский пехотный полк, полк. Джеймс Макдауэлл (уб.), подп. Кеннет Марчисон
  - 57-й Северокаролинский пехотный полк, полк. Арчибальд Годвин (р.)
  - 1-й Северокарлинский снайперский батальон, май. Руфус Уартон
- Бригада Уильяма Смита
  - 13-й Вирджинский пехотный полк, подп. Джеймс Террилл
  - 49-й Вирджинский пехотный полк, поод. Джонатан Гибсон
  - 52-й Вирджинский пехотный полк, полк. Майкл Харман
  - 58-й Вирджинский пехотный полк, полк. Фрэнсис Боард
- Бригада Гарри Хайса
  - 5-й Луизианский пехотный полк, полк. Генри Форно
  - 6-й Луизианский пехотный полк, полк. Уильям Монахан
  - 7-й Луизианский пехотный полк, полк Дэвидсон Пенн (попал в плен)
  - 8-й Луизианский пехотный полк, полк. Треванион Льюис (попал в плен)
  - 9-й Луизианский пехотный полк, полк. Лерой Стаффорд (попал в плен)
- Артиллерийский батальон Ричарда Эндрюса
  - Батарея Брауна (мерилендская), кап. Уильям Браун
  - Батарея Карпентера (вирджинская), кап. Джозеф Карпентер
  - Батарея Демента (мерилендская), кап. Уильям Демент
  - Батарея Рейна (вирджинская), кап. Чарльз Рейн

Дивизия бригадного генерала Релей Колстона
- Бригада Элиши Пакстона
  - 2-й Вирджинский пехотный полк, полк Джон Наденбуш (р.), подп. Рели Т. Колстон
  - 4-й Вирджинский пехотный полк, май. Уильям Терри
  - 5-й Вирджинский пехотный полк, полк Джон Фанк
  - 27-й Вирджинский пехотный полк, полк Джемс Эдмондсон (р.), подп. Даниель Шривер
  - 33-й Вирджинский пехотный полк, подп. Абрам Спенглер
- Бригада Джона Джонса
  - 21-й Вирджинский пехотный полк, май. Джон Мосли
  - 42-й Вирджинский пехотный полк, подп. Роберт Уайтерс
  - 44-й Вирджинский пехотный полк, май. Норвелл Кобб (р.)
  - 50-й Вирджинский пехотный полк, полк. Александр Вандервентер, май. Линвилль Перкинс
- Бригада полковника Эдварда Уоррена
  - 1-й Северокаролинский пехотный полк, полк. Джон Макдауэлл (р.)
  - 3-й Северокаролинский пехотный полк, подп. Стивен Трастон (р.), май. Уильям Парсли
  - 10-й Вирджинский пехотный полк, подп. Самуэль Уокер (уб.), май. Джошуа Стовер (уб.)
  - 23-й Вирджинский пехотный полк, подп. Саймон Уалтон
  - 37-й Вирджинский пехотный полк, полк. Титус Уилиамс
- Бригада Френсиса Ничолса
  - 1-й Луизианский пехотный полк, кап. Эдвард Уиллетт
  - 2-й Луизианский пехотный полк, полк. Джессе Уильямс
  - 10-й Луизианский пехотный полк, подп. Джон Легетт (уб.), кап. Огасте Перродин
  - 14-й Луизианский пехотный полк, подп. Дэвид Зейбл
  - 15-й Луизианский пехотный полк, кап. Уильям Мичи
- Артиллерийский батальон Хилари Джонса
  - Батарея Каррингтона (вирджинская), кап. Джеймс Каррингтон
  - Батарея Гарбера (вирджинская), лейт. Александер Фульц
  - Батарея Латимера (вирджинская), кап. Уильям Таннер
  - Батарея Томпсона (луизианская), кап. Чарльз Томпсон

### Артиллерийский резерв
Командующий: бригадный генерал Уильям Пендлетон
- Батальон Аллана Каттса
  - Батарея Росса (джорджианская), кап. Хью Росс
  - Батарея Паттерсона (джорджианская), кап. Джордж Паттерсон
- Батальон Уильяма Нельсона
  - Батарея Киркпатрика (вирджинская), кап. Томас Каркматрик
  - Батарея Масси (вирджинская), кап. Джон Масси
  - Батарея Милледжа (джорджианская), ка. Джон Милледж Мл.